# Organización de las Naciones Unidas para el Desarrollo Industrial
La Organización de las Naciones Unidas para el Desarrollo Industrial fue establecida por la Asamblea General en 1966 como órgano encargado de promover y acelerar la industrialización en los países en desarrollo. 
La condición de organismo especializado se concretó en 1979 pero pasó a ser un organismo plenamente autónomo el 1 de enero de 1986.
La ONUDI fomenta la cooperación entre los países industrializados y los países en desarrollo para acelerar el desarrollo industrial, estimulando actividades de fomento de las inversiones y transferencia de tecnología.
Los países industrializados y en desarrollo examinan conjuntamente los medios para acelerar la industrialización, alentando la participación del gobierno y del sector industrial. Sobre la base de encuestas y estudios, la ONUDI crea y perfecciona conceptos y enfoques de desarrollo; contribuye a formular los planes de los sectores público, cooperativo y privado, incluido el fomento a la cooperación entre las empresas interesadas en esos sectores.
Además, organiza programas de capacitación industrial, ofrece servicios de asesoramiento y ayuda a los países a obtener financiamiento externo en condiciones equitativas y justas, y reúne, analiza, publica, normaliza y perfecciona las estadísticas industriales.
La sede de esta entidad perteneciente al sistema de las Naciones Unidas se encuentra en Viena.

## Organización
La estructura orgánica de la ONU (ONUDI) es la siguiente:
- Conferencia General: participan en ella todos los Estados miembros y se reúne cada dos años para aprobar el presupuesto y el programa de trabajo, y elegir a un director general (cada cuatro años).

- Junta de Desarrollo Industrial: se reúne una vez en los años en que se celebra la Conferencia General y dos veces los años alternos; está compuesta por 53 representantes de los Estados miembros elegidos por un periodo de cuatro años por la Conferencia en atención a criterios de distribución geográfica equitativa y se ocupa de hacer recomendaciones a la Conferencia General y de revisar la ejecución del programa y presupuesto.

- Comité de Programa y de Presupuesto: se reúne una vez al año y su tarea es ayudar a la Junta a preparar el programa, el presupuesto y otras cuestiones financieras.

- Secretaría: está encabezada por un director general elegido por un periodo de cuatro años (desde 2013, Li Yong, de la República Popular China) y se ocupa de todas las cuestiones administrativas de la Organización.

## Prioridades estratégicas

### Crear una prosperidad compartida
La ONUDI concentra sus esfuerzos en el desarrollo de las agroindustrias, el aumento de la participación de las mujeres y los jóvenes en las actividades productivas y la seguridad humana en situaciones posteriores a las crisis. Los servicios de la Organización para el desarrollo de las agroindustrias se centran en añadir valor a la producción agrícola mediante el fortalecimiento de los vínculos entre la agricultura, la industria y los mercados.
La ONUDI apoya la transformación de las empresas del sector informal al sector formal, centrándose especialmente en la simplificación y la mejora del acceso a los servicios administrativos de registro de empresas. También se esfuerza por mejorar la participación de las mujeres en las actividades empresariales. Basándose en su experiencia en programas y proyectos posteriores a las crisis y de seguridad humana, la ONUDI responde a emergencias complejas mediante actividades que contribuyen a la seguridad socioeconómica, medioambiental y energética tanto a nivel nacional como local.

### Avanzar la competitividad económica
La ONUDI apoya programas de promoción de la inversión y la tecnología, desarrollo de las PYME, comercio creación de capacidad, y el desarrollo del espíritu empresarial.
La ONUDI presta servicios de asesoramiento para mejorar el entorno empresarial y político del sector privado, ayudando a la creación de capacidades productivas. Sus programas apoyan las oportunidades de inversión y tecnología para ayudar a las empresas, especialmente a las Pymes, a mejorar la productividad y la innovación, y a lograr ventajas competitivas sistémicas. Apoyándose en una sólida red mundial destinada a fomentar la inversión, la tecnología y otras oportunidades de asociación, la ONUDI trata de permitir a las PYME aprovechar su dinamismo y flexibilidad únicos, reforzando las sinergias entre las empresas y con las instituciones de apoyo
En el contexto de los programas de creación de capacidad comercial, la ONUDI refuerza las normas y los reglamentos comerciales internacionales ayudando a los países en desarrollo y a las economías en transición a mejorar sus sistemas de producción y transformación para aumentar la calidad de los productos locales, en particular mediante la adopción de tecnologías mejoradas, y ayudarles a ajustarse a las normas exigidas por los mercados internacionales. La ONUDI fomenta la capacidad de las instituciones públicas y privadas para formular políticas y estrategias comerciales basadas en análisis económicos y estadísticos, así como la evaluación comparativa del rendimiento competitivo a nivel sectorial y de productos y el apoyo a la creación de bases de datos relacionadas con el comercio, como los inventarios de obstáculos técnicos al comercio (OTC), cuyo objetivo es ampliar las exportaciones del sector industrial.

### Protección del medio ambiente

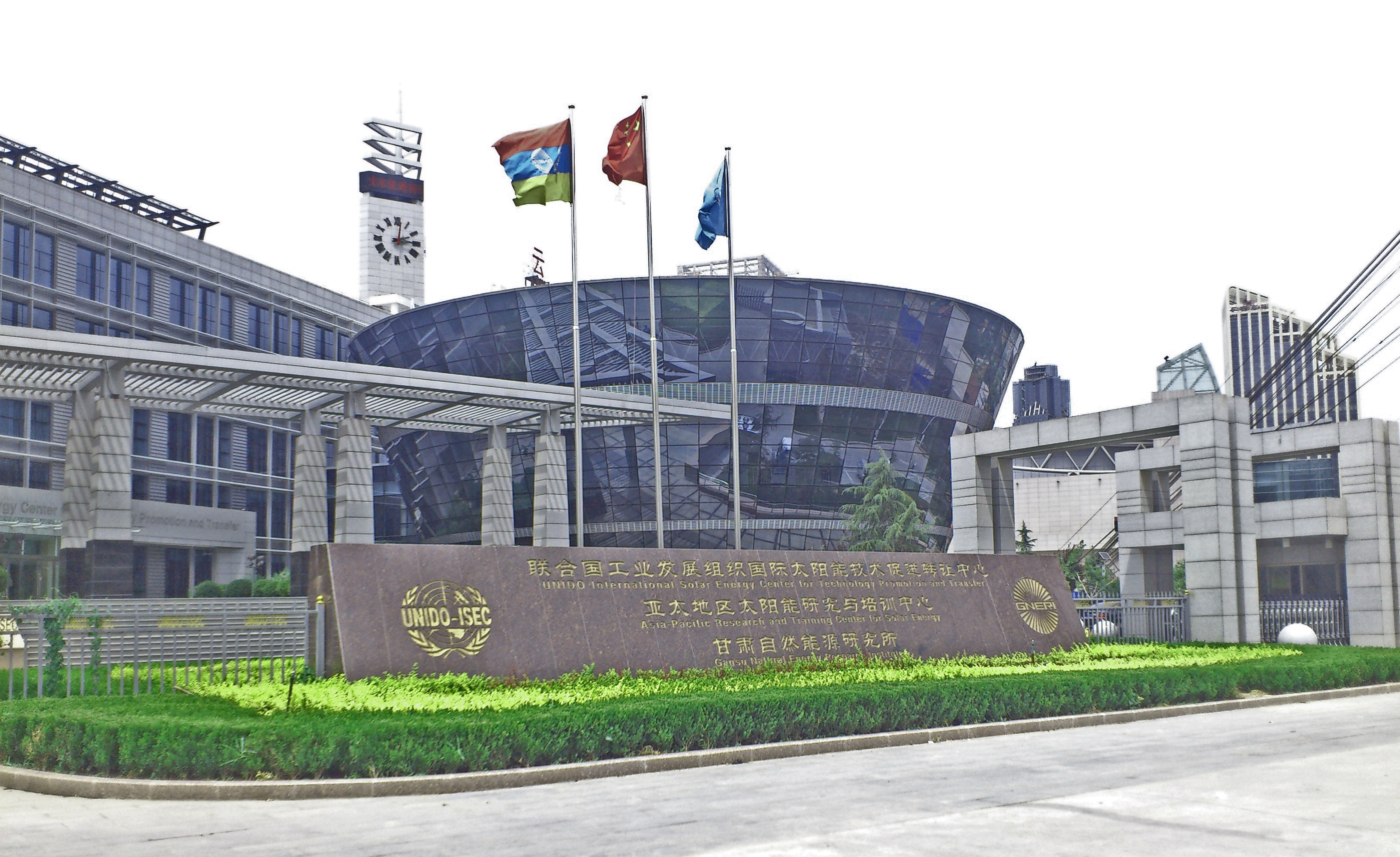
Sede de la ONUDI-ISEC (Centro Internacional de Energía Solar) en Lanzhou, China.

La ONUDI apoya a los países en sus esfuerzos de gestión medioambiental, incluida la aplicación de acuerdos medioambientales multilaterales y el suministro de energía sostenible. Ayuda a crear una nueva industrias verdes, estableciendo hojas de ruta nacionales para la ecologización de la cadena de suministro, determinando puntos de referencia e indicadores, difundiendo y compartiendo las mejores prácticas, llevando a cabo programas de tecnologías limpias, realizando diversos ejercicios de creación de capacidad y contribuyendo a los foros internacionales con la investigación y los conocimientos necesarios.
Los servicios de la Organización incluyen la creación de capacidades, el apoyo técnico directo a las empresas y la asistencia a las instituciones gubernamentales en cuestiones de política de producción limpia, así como la promoción, adaptación y transferencia de tecnologías ecológicas y la aplicación de modelos empresariales avanzados de PL, como el arrendamiento químico.

### Fortalecer los conocimientos y las instituciones
El fortalecimiento de los conocimientos y las instituciones es un resultado prioritario que se sitúa por encima de otros resultados de alto nivel. Describe la dirección estratégica de la organización hacia el fortalecimiento de la base de conocimientos para el desarrollo industrial inclusivo y sostenible a nivel de proyecto, programa, país e internacional, así como la capacidad institucional a nivel técnico, político y normativo.

## Contexto histórico

### Origen

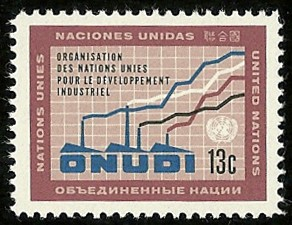
ONUDI en francés y español

Los orígenes de la Organización de las Naciones Unidas para el Desarrollo Industrial (ONUDI) se remontan a una serie de estudios sobre un programa de industrialización rápida de los países en desarrollo que la Secretaría de las Naciones Unidas llevó a cabo a principios de la década de 1950 a petición del Consejo Económico y Social de las Naciones Unidas (ECOSOC). Estos estudios culminaron en un programa de trabajo sobre industrialización y productividad elaborado por el secretario general de las Naciones Unidas en 1956 y refrendado al año siguiente por el ECOSOC y la Asamblea General. En ese momento, se sugirió por primera vez la creación de un órgano especial que se ocupara de los problemas de la industrialización, cuyos órganos políticos pudieran aliviar al ECOSOC y a la Asamblea General del examen detallado de esas cuestiones y cuya secretaría pudiera realizar un trabajo más sustantivo que la actual Sección de Industria de la Oficina de Asuntos Económicos de la Secretaría. La Sección de Industria de la Secretaría se convirtió en una sucursal en 1959, y en 1962 pasó a ser el Centro de Desarrollo Industrial, dirigido por un Comisionado para el Desarrollo Industrial.

### Órgano especial de las Naciones Unidas
Posteriormente, varios grupos consultivos y órganos interinstitucionales estudiaron propuestas para institucionalizar aún más las cuestiones relacionadas con el desarrollo industrial dentro de la ONU. Posteriormente, la Asamblea General de las Naciones Unidas creó la ONUDI en noviembre de 1966 como órgano especial de las Naciones Unidas. En enero de 1967, la Organización se estableció formalmente con sede en Viena, Austria. En comparación con el Centro de Desarrollo Industrial, la creación de la ONUDI pretendía ampliar la labor de su predecesora. Además de las actividades normativas, como actuar como foro de debate, funciones analíticas y difusión de información, la ONUDI pasó a participar en actividades operativas, es decir, en actividades de cooperación técnica.

### Conversión en organismo especializado
La creación de la ONUDI como órgano especializado fue, sin embargo, una solución de compromiso. Los países en desarrollo (el Grupo de los 77) habían promovido en primer lugar la idea de un organismo especializado con sus propios órganos de gobierno de decisión política y autonomía en materia presupuestaria. Esta misma postura fue defendida por varios grupos de expertos de alto nivel y comités intergubernamentales durante los años siguientes. En el contexto de la adopción por parte de la Asamblea General de la Declaración y Programa de Acción sobre el Establecimiento de un Nuevo Orden Económico Internacional y de la Carta de Derechos y Deberes Económicos de los Estados, la segunda Conferencia General de la ONUDI, celebrada en 1975 en Lima, Perú, adoptó la Declaración de Lima sobre Desarrollo Industrial y Cooperación. Por primera vez, se cuantificaron internacionalmente los objetivos de desarrollo industrial: el Objetivo de Lima preveía que los países en desarrollo alcanzaran una cuota del veinticinco por ciento de la producción industrial mundial para el año 2000. Como parte de las disposiciones institucionales del Plan de Acción de Lima, y con el fin de contribuir al establecimiento de un Nuevo Orden Económico Internacional, se recomendó a la Asamblea General que la ONUDI se convirtiera en un organismo especializado.
Un comité intergubernamental preparó un proyecto de constitución, que se aprobó en Viena en 1979. Sin embargo, las objeciones y dudas de los países industrializados sobre la necesidad de una agencia especializada contribuyeron a retrasar el proceso de ratificación. Para garantizar que la nueva organización se pusiera en marcha con una membresía que incluyera sustancialmente a todos los Estados significativos, la Asamblea General, mediante resoluciones adoptadas en 1982 y 1984, convocó una serie de consultas formales entre los posibles Estados miembros, que finalmente condujeron a un acuerdo general para que la nueva Constitución de la ONUDI entrara en vigor. Todos los requisitos formales necesarios se cumplieron en 1985 y, en diciembre de ese mismo año, la ONUDI se convirtió finalmente en el decimosexto organismo especializado de las Naciones Unidas con sede en Viena.

### Crisis y reforma durante la década de 1990
Durante los años siguientes, la ONUDI no dejó de ampliar, sobre todo, sus actividades operativas. Sin embargo, varios acontecimientos, tanto fuera como dentro de la Organización, condujeron a una crisis, que llegó a un punto de ruptura en 1997, cuando la ONUDI se enfrentó al riesgo de cierre: Tras el final de la Guerra Fría y el triunfo del sistema económico de mercado sobre el sistema económico dirigido, y en vista del Consenso de Washington que limitaba el papel de la política industrial en los procesos de desarrollo económico, algunos Estados miembros consideraron que el desarrollo industrial podía ser apoyado de forma más eficaz y eficiente por el sector privado. En consecuencia, Canadá, Estados Unidos (el entonces mayor donante de la ONUDI) y Australia se retiraron de la Organización entre 1993 y 1997. Simultáneamente, la continua desaceleración de las economías de algunos de los principales países industrializados, así como las turbulencias financieras de la crisis financiera asiática de 1997, provocaron la disminución de la ayuda multilateral al desarrollo. Además, la debilidad de la estructura de gestión y la falta de orientación e integración de las actividades de la ONUDI contribuyeron a agravar la crisis.
Los Estados miembros de la ONUDI respondieron adoptando un riguroso Plan general de actividades sobre el papel y las funciones futuras de la Organización en junio de 1997. Las actividades establecidas en el Plan general de actividades se basan en las claras ventajas comparativas de la ONUDI, al tiempo que se evita el solapamiento y la duplicación con otras instituciones multilaterales. Un punto clave era que las actividades debían integrarse en paquetes de servicios, en lugar de prestarse de forma aislada. La Organización se reformó radicalmente sobre la base de este plan de actividades y racionalizó sus servicios, recursos humanos y financieros, así como los procesos internos durante los años siguientes.

### Función posterior a la reforma
Sobre la base de unas finanzas sólidas y en una segunda oleada de reformas programáticas en 2004, la ONUDI centró aún más sus actividades y servicios técnicos respondiendo directamente a las prioridades internacionales de desarrollo. En una evaluación independiente de 23 organizaciones internacionales con respecto a un gran número de criterios, la ONUDI fue evaluada como la sexta mejor en general y como la mejor en el grupo de organismos especializados. Con respecto a la actual [¿cuándo?] Reforma de las Naciones Unidas, se puede observar que la ONUDI está contribuyendo activamente a la coherencia y la eficiencia de costes de todo el sistema de las Naciones Unidas.

## Idiomas de la institución
La constitución de esta organización aprobada en Viena el 8 de abril de 1979 está redactada en árabe, chino, español, francés, inglés y ruso, a cuyos textos el artículo 29 de la misma da carácter de «auténticos». Estos son los idiomas empleados en la institución y en los que se interpretan todos sus textos de trabajo.

## Financiación
En 2012, según el informe de situación de la ONUDI, el gasto en programas de cooperación técnica ascendió a 189 millones de dólares, y los gastos de la sede ascendieron a 77 millones de dólares. La financiación procede de las cuotas de los afiliados y de las contribuciones voluntarias a los proyectos. En 2013, los mayores contribuyentes a estos proyectos fueron Japón (16,7 millones de dólares), la Unión Europea (13,9 millones de dólares) y Suiza (11,5 millones de dólares). Francia aportó 1,5 millones de dólares.